# Sune Wehlin

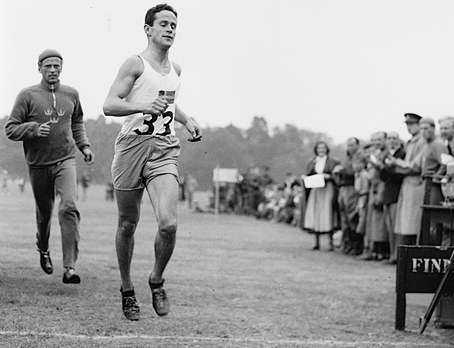
Sune Wehlin (links) bei den Olympischen Sommerspielen 1948

Karl Sune Wehlin (* 12. Januar 1923 in Stockholm; † 21. September 2020 in Tullinge) war ein schwedischer Moderner Fünfkämpfer.
Sune Wehlin nahm an den Olympischen Sommerspielen 1948 in London teil, wo er den 17. Rang belegte.